# Abdellah Rhallam
Abdellah Rhallam est né en 1946 dans la ville de Tafraout, au Maroc. Il est connu pour avoir été président du Raja Club Athletic de 1992 à 1998 ainsi qu'entre 2007 et 2010.
Expert-comptable et commissaire aux comptes, il est diplômé de droit des Affaires et occupe le poste de gérant d'une société d’expertise comptable FIDECO basée à Casablanca. Il est le président le plus titré du Raja ex æquo avec Ahmed Ammor. Il a occupé également le poste de vice-président de la Fédération royale marocaine de football.

## Palmarès en tant que président du Raja
- Ligue des Champions de la CAF : 1997
- Championnat du Maroc : 1996 ; 1997 ; 1998 ; 2009.

Vice-champion : 1993 ; 2010
- Coupe du Trône : 1996

Finaliste : 1992
- Arab Summer Cup : 2007
- Tournoi Antifi : 2009
- Supercoupe d'Afrique : Finaliste en 1997
- Ligue des Champions arabes: Finaliste en 1996